# بليز في الألعاب الأولمبية
بيليز في الألعاب الأولمبية تقوم اللجنة الأولمبية الرياضية البيليزية بالإشراف في شؤون مشاركة بيليز في الألعاب الأولمبية، شاركت بيليز أول مرة في الألعاب الأولمبية في دورة 1968 في مكسيكو سيتي في المكسيك، لم تفز بيليز حتى الآن بأي ميدالية أولمبية.